# One Piece: The Movie
One Piece (ワンピース：映画 Wan Pisu Eiga?) (en español: One Piece: La Película y en inglés: One Piece: The Movie) es la primera película basada en la serie de manga One Piece y su adaptación de anime de mismo nombre, estrenada el 4 de marzo de 2000.

## Argumento
Había una vez un pirata conocido como “El Gran Pirata de Oro” Woonan, que obtuvo casi un tercio de oro del mundo. En el transcurso de pocos años, la existencia de los piratas se desvaneció, y una leyenda creció, se decía que Woonan había ido a una remota isla a esconder su oro, hoy en día muchos piratas continúan buscándolo. A bordo del Going Merry, Luffy y su tripulación se encuentran muertos de hambre, debido a unos ladrones Luffy y su Tripulación son despojados de sus tesoros. En un intento por recuperar su tesoro, hay una corta pelea en la cual la tripulación es separada, Luffy y Zoro sostenidos de los restos de la nave son guiados por un joven llamado Tabio, el cual forma parte de la tripulación del pirata El Drago. El amor por el oro lleva a El Drago a buscar la isla donde se encuentra el oro de Woonan, gracias al mapa del tesoro de Woonan, que  encuentra. Durante este tiempo, la tripulación de Luffy que se encuentra dividida, y a pesar de sus propias circunstancias, deben encontrar una manera de detener a El Drago y evitar que obtenga el oro de Woonan.

## Reparto
| Personaje       | Seiyū            | Actor de doblaje       |
| --------------- | ---------------- | ---------------------- |
| Monkey D. Luffy | Mayumi Tanaka    | Jaime Roca             |
| Roronoa Zoro    | Kazuya Nakai     | Jorge Saudinós         |
| Nami            | Akemi Okamura    | Diana Torres           |
| Usopp           | Kappei Yamaguchi | José Carabias          |
| El Drago        | Kenji Utsumi     | Alfonso Vallés         |
| Tobio           | Yūka Imai        | Nina Romero            |
| Ganzo           | Takeshi Aono     | Miguel Ángel Jenner    |
| Ganzo (joven)   | Taiki Matsuno    | Juan Catalá Hernández  |
| Woonan          | Nachi Nozawa     | José Manuel Oliva      |
| Woonan (joven)  | Takeshi Kusao    | Rubén Felis            |
| Danny           | Shinsuke Kasai   | Enric Puig             |
| Denny           | Toshihiro Itô    | Rafael Ordóñez Arrieta |
| Donny           | Tsurumaru Sakai  | Carles Teruel          |
| Golass          | ¿?               | Boris Sanz             |
| Narrador        | Mahito Ōba       | Juan Carlos Gustems    |

## Música
Tema de Apertura (opening)
- "We Are!" por Hiroshi Kitadani

Tema de cierre (ending)
- "Memories" por Maki Otsuki